# Greta Strömberg
Greta Strömberg född 22 april 1910 i Göteborg, död 25 februari 1998, svensk skådespelare och dansare. Hon var trillingsyster till Maya Strömberg.

## Filmografi (urval)
- 1931 – Falska miljonären
- 1931 – Brokiga Blad
- 1930 – Prov utan värde
- 1930 – För hennes skull
- 1929 – Konstgjorda Svensson